# 沙田體育會足球隊
沙田體育會足球隊，是成立於1982年的沙田體育會轄下 13 個體育屬會之一，奪得2008–09年香港乙組足球聯賽冠軍，2009年首次升上香港甲組足球聯賽作賽，惟最終於 10 支球隊名列第 9，在甲組只角逐了一季便要降回乙組。現時於香港甲組聯賽角逐。

## 球隊歷史
2005–06年球季，沙田在丙組(地區)聯賽全季 15 戰全敗，排列包尾，其後向香港足球總會申請獲准留級，逃過出局命運，可以繼續參加2006–07年的丙組(地區)聯賽，惟成績仍然欠佳，在 17 支球隊中只能取得第 15 名。
2007年8月獲前流浪、愉園及石硤尾班主林大輝全力支持的沙田體育會足球隊，以百萬元班費組成強大陣容，出戰 2007–08年丙組聯賽，目標在三年內升上甲組。球隊除教練團有李偉文、鄧柱盛及幾位香港前代表外，還有多名前香港08球員如吳逸凱、何勉唐、鄒嘉華、羅詠麟、李思豪及郭永樂，以及部分前甲組球員如羅倫士、黃偉德、唐健明、程浩賢，還有前港會球員黎俊、陳漢興及韓成及前港青門將蔡耀輝。還從林大輝中學挑選兩名極具潛質的港青成員蔡凱亮及曾健晃入隊受訓，沙田最後以 15 戰全勝佳績奪得該季香港丙組(地區)足球聯賽冠軍，再於香港丙組足球聯賽總決賽成為總冠軍，升上乙組聯賽。
2008–09年乙組聯賽，沙田先於2009年1月18日的初級銀牌決賽，憑羅倫士與程浩賢各入一球，以 2–0 擊敗深水埗，成功衛冕，並得到同季足總盃參賽資格。再於2009年3月8日，沙田主場以 2–0 擊敗福建後，已拋離第三位只餘兩場比賽的港會8分，提前三輪獲得升班資格，提早實現「三年計劃」。及後沙田在3月22日以 1–1 賽和駿昇大中後，更穩奪乙組聯賽冠軍，成為雙料冠軍。2009年5月17日於旺角球場上演的足總盃初賽，沙田雖以 0–3 不敵應屆甲組聯賽亞軍傑志出局，惟演出卻獲得好評。
沙田獲得沙田區議會大力支持，斥資翻新沙田運動場作為主場。沙田共留用 11 名升班功臣，雖然有羅倫士等三名主將離隊，但成功羅致范俊業、賴啟卓、黃鎮宇、沈國強及朱兆基等幾名現役或前香港足球代表隊球員，並獲得了5名巴西外援加盟。
2009年10月24日在沙田運動場主場對和富大埔的香港甲組足球聯賽「新界東打吡戰」，憑朱兆基個人連中三元，以及沈國強的入球，以 4–1 大勝，取得球隊升上甲組的首場勝仗。然而球隊經過8場甲組聯賽後，成績只得1勝7負僅得3分包尾，於2010年1月宣佈聘請前香港足球代表隊教練狄恩執教，原教練李偉文改任助教兼球員，並決定撤換陣中多名外援，羅致多名新外援，增強實力爭取護級。其後，於青衣運動場舉行的足總盃初賽，與傑志賽和 2–2，再憑互射十二碼以 3–2 勝出，以總比數 5–4 勝出，晉級半準決賽。該季沙田最終於甲組 10 支球隊名列第 9，只角逐了一季便要降回乙組作賽。
24-25年球季。三百萬班費。繼續征戰甲组。2024年8月尾會公佈新一季球會陣容。

## 球會榮譽
| 榮譽                  | 次數        | 年度             |
| 本 土 聯 賽           | 本 土 聯 賽 | 本 土 聯 賽      |
| --------------------- | ----------- | ---------------- |
| 乙組聯賽 冠軍         | 1           | 2008–09          |
| 丙組聯賽 冠軍         | 1           | 2007–08          |
| 丙組（地區）聯賽 冠軍 | 1           | 2007–08          |
| 本 土 盃 賽           |             |                  |
| 初級銀牌 冠軍         | 2           | 2007–08、2008–09 |
| 足總盃初級組 冠軍     | 1           | 2017–18          |

## 職球員名單

### 職員名單
| 職位 | 國籍 | 名字   |
| ---- | ---- | ------ |
| 領隊 | 香港 | 鄧柱盛 |
| 教練 | 香港 | 李偉文 |

### 男子隊球員名單 （2019/20球季）
| 國籍   | 球員名字                           | 出生日期       |
| ------ | ---------------------------------- | -------------- |
| 香港   | 鄭俊華 (Cheng, Chun Wa)            | 1999年10月9日  |
| 香港   | 曾子謙 (Tsang, Tsz Him)            | --             |
| 香港   | 李思龍 (Lee, Sze Lung)             | 1984年6月17日  |
| 香港   | 李銳昇 (Li, Yui Sing)              | 1996年4月22日  |
| 香港   | 符威 ( Fu, Wai)                    | --             |
| 香港   | 蔡凱亮 (Choy, Hoi Leong)           | 1993年8月1日   |
| 香港   | 蔡耀輝 (Choy, Yiu Fai)             | 1987年2月25日  |
| 香港   | 郭志鍵 (Kwok, Chi Kin)             | 1990年11月14日 |
| 香港   | 郭永樂 (Kwok, Wing Lok)            | 1986年1月15日  |
| 香港   | 黃豐達 (Wong, Fung Tat)            | 1990年5月24日  |
| 香港   | HO, Kai Him                        | 1998年9月24日  |
| 香港   | 黎俊杰 (Lai, Chun Kit)             | 1982年3月3日   |
| 巴西   | 盧比斯 (Lopes Alcantara, Fabricio) | --             |
| 香港   | 張漢豪 (Cheung, Hon Ho)            | 1993年4月13日  |
| 香港   | 廖澔弘 (Liu, Ho Wang Brian)        | --             |
| 香港   | 岑賓華 (Shum, Kenrick M.)          | 1989年9月7日   |
| 香港   | 洪紓適 (Hung, Shu Sik)             | 1989年12月13日 |
| 香港   | 羅霈源 (Law, Pui Yuen)             | 1991年6月21日  |
| 几内亚 | 帕斯卡 (Tolno, Pascal)             | 1989年2月2日   |
| 香港   | 葉敬燊 (Yip, King San)             | 1993年2月23日  |
| 香港   | 鄭嘉銘 (Cheng, Ka Ming)            | 1993年8月24日  |
| 香港   | 孔德亮 (Hung, Tak Leung)           | 1969年7月21日  |
| 香港   | 李偉文 (Lee, Wai Man)              | 1973年8月18日  |
| 香港   | 顧寧儉 (Koo, Ling Kim)             | 1974年2月27日  |
| --     | 大衛佐敦 (Jordan, David)           | 1979年6月2日   |
| 香港   | 劉振宇 (Lau, Chun Yu)              | 1985年9月3日   |
| 香港   | 司徒國熹 (Seto, Kwok Hei)          | --             |
| 香港   | 蕭嘉明 (Siu, Ka Ming)              | 1998年1月13日  |

### 男子隊球員名單 （2020/21球季）
- 龍門岑賓華
- 右閘郭永樂
- 清道夫李偉文
- 清道夫李思龍
- 中堅劉家銘
- 中堅楊浩宏
- 中場雷傑名
- 中場Tolno，Pascal
- 左翼張國明
- 中鋒大衛佐敦
- 中鋒曾健晃
- 李銳昇
- 温迪謙
- 程詩駿
- 葉禮一
- 譚宏星
- 吳子聰
- 麥卓勤
- 洪紓適
- 司徒國熹
- 黃俊樂
- 梁湋賢
- 蕭嘉明

### 女子隊球員名單 （2018/19球季）
- 門將：黃樂敏、周紫惠
- 後衛：劉海因、陳樂欣、白綺君、范俐惠、吳詠欣、羅燕汶、黃冬兒
- 中場：胡樂琪、陳丹娜、馬曉蔚、姚安娣、李雪婷、施懿恩、黎秀麗
- 前鋒：陳婉婷、黃蔚彥、蔡詠琦、孔悅

## 曾效力球員

### 本地球員
| - 陳公博 - 陳永祥 - 張國明 - 張天德 - 鄒嘉華 - 朱兆基 - 朱兆銘 - 范俊業 - 何勉唐 - 黎震豪 - 賴啟卓 | - 林曉峰 - 李思豪 - 梁金輝 - 李靈峰 - 李家榮 - 羅志鋒 - 羅詠麟 - 麥國輝 - 吳逸凱 - 潘耀焯 - 沈國強 | - 曾健晃 - 黃鎮宇 - 黃信謙 - 黃偉德 - 游錦良 - 葉頌朗 - 吳昊鵬 - 夏志明 - 史提夫 - 羅倫士 - 林俊維 |

### 外援球員
| - 鄭正揚 - 狄斯尼 - 力圖 - 法比奧 - 盧比斯 - 馬查 - 巴里 - 比連 - 基斯 - 藤井貴 - 美高 |

## 外部連結
- 沙田體育會足球隊的Facebook專頁
- 香港足球總會球會資料 （页面存档备份，存于）
- 沙田體育會官方網站